# SDA Tennis Open
O SDA Tennis Open é um torneio de tênis, que fez parte da série ATP Challenger Tour, realizado em 2012, em piso de saibro, em Bercuit, Bélgica.

## Edições

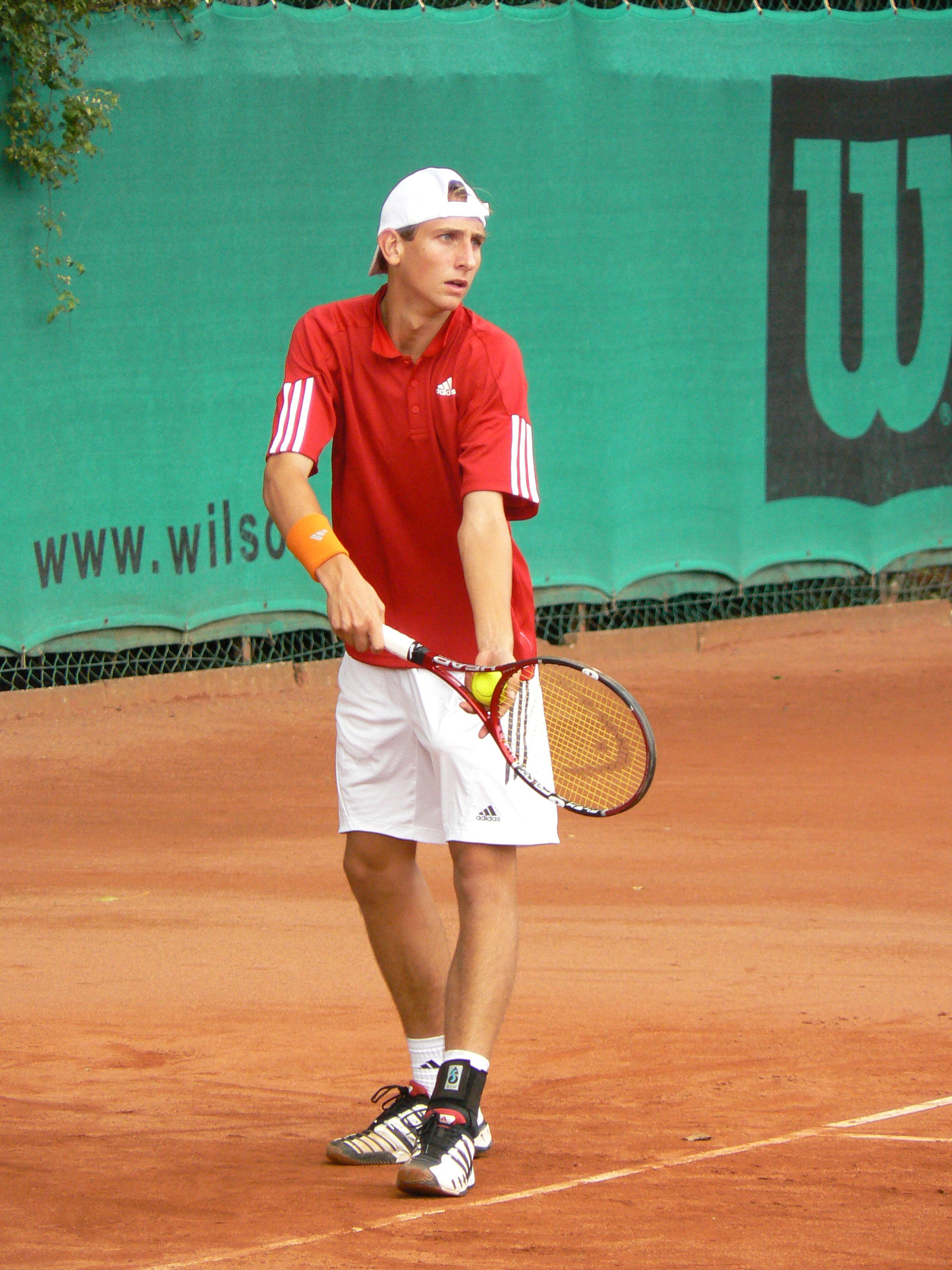
Thiemo de Bakker foi o primeiro tenista a conquistar o torneio em simples.

### Simples
| Ano  | Campeão          | Finalista      | Placar        | Ref. |
| ---- | ---------------- | -------------- | ------------- | ---- |
| 2012 | Thiemo de Bakker | Victor Hănescu | 6–4, 3–6, 7–5 |      |

### Duplas
| Ano  | Campeões                     | Finalistas                  | Placar   | Ref |
| ---- | ---------------------------- | --------------------------- | -------- | --- |
| 2012 | André Ghem Marco Trungelliti | Facundo Bagnis Pablo Galdón | 6–1, 6–2 |     |

## Ligações Externas
- Site Oficial